# Rino Crivelli
Gerolamo Crivelli, meglio noto come Rino, (Milano, 15 settembre 1924 – Milano, 24 luglio 2013), è stato un pittore, scultore e scrittore italiano.

## Biografia
Nato a Milano dall’industriale Giacomo Crivelli e da Emilia Baldini (figlia dell’editore Ettore Baldini, fondatore nel 1897 della storica casa editrice Baldini & Castoldi). Il fratello Filippo (nato nel 1928) è regista teatrale, la sorella Giulia (1922-2009) è stata architetto, il fratello Giacomo (nato nel 1937) è stato neurochirurgo.

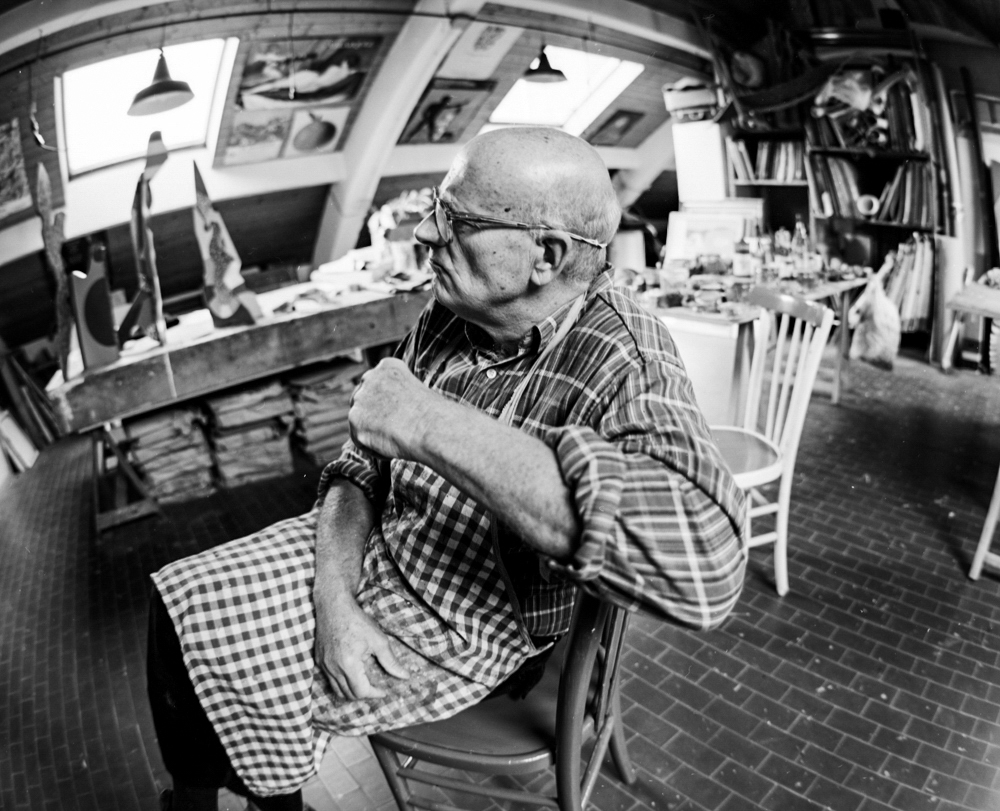
L'artista Rino Crivelli nel suo studio

Si diploma (nel 1942) al Liceo Classico Parini di Milano; si iscrive alla Facoltà di Ingegneria al Politecnico di Milano, dove si laurea nel 1950, dopo l’interruzione a causa dell’arruolamento obbligatorio della Repubblica Sociale Italiana nel corpo degli alpini. Al termine del conflitto viene internato nel campo di concentramento di Coltano (Pisa). L’esperienza militare lo porterà verso posizioni antimilitariste e libertarie.
Dal 1950 al 1965 lavora come ingegnere presso la fabbrica paterna, coltivando però anche gli interessi culturali e artistici che lo hanno interessato sin dalla gioventù. Nel 1964 si sposa con Piera Peroni, fondatrice di Abitare, rivista di architettura e design. Nel 1971 dalla relazione con Valeria Demolli nasce il figlio Nicola Demolli Crivelli (fotografo).
A metà degli anni ’60 lascia il lavoro di ingegnere per dedicarsi all’arte visiva e alla scrittura. Partecipa assiduamente agli incontri estivi di Calice Ligure, dove molti artisti, tra cui Emilio Scanavino e Carlo Nangeroni, si trovano per seminari, dibattiti e confronti. Nel libro “Emilio Scanavino & C.” si racconta la storia della comunità di Calice Ligure, di un centinaio di pittori che, tra gli anni 60 e 70, costituirono, nella cittadina ligure, un nucleo innovativo di esperienze e tendenze. Il volume, con prefazione del critico Germano Beringheli, raccoglie le memorie e le foto degli artisti e dei loro amici.
Negli anni ’90 partecipa – con altri intellettuali e scrittori, tra cui Antonio Porta, Giovanni Raboni, Emilio Tadini – alla fondazione e alle attività culturali della Cooperativa Raccolto alla Cascina del Guado, diretta da Daniele Oppi. La cooperativa Raccolto viene fondata nel giugno del 1991 da un gruppo di artisti nazionali e internazionali (tra cui lo stesso Daniele Oppi, Giuliano Zosi, Giovanni Raboni, Emilio Tadini, Gianfranco Baruchello, Joshika Homma) legati da conoscenza reciproca e rappresentanti di tutte le discipline creative ed espressive.
Gerolamo “Rino” Crivelli riposa presso il Civico Mausoleo Garbin, dedicato agli artisti milanesi illustri, al Cimitero Monumentale di Milano, lo ha deciso la Giunta di Palazzo Marino, “attribuendo a Rino Crivelli ‘particolari onori in segno di riconoscenza e stima; quale omaggio di Milano a un suo illustre concittadino”.

## L'opera visiva
La caratteristica principale dell’opera di Crivelli è la compresenza della ricerca visiva e della ricerca narrativa, che spesso si intrecciano, come sostiene la critica Elena Pontiggia: “Anche nei disegni – che io trovo una delle punte più alte della sua ricerca espressiva – dove il disegno è sempre accompagnato da una didascalia, c’è sempre un’interazione tra scrittura e segno che dà a queste opere una connotazione concettuale molto forte" "Rino Crivelli è stato pittore e scultore. Ma forse mai come nel disegno ha saputo esprimere quella che chiamava ‘la sovranità della linea’, la ‘tendenza della linea a costituirsi come diario ininterrotto’. Ed è un diario, il suo, ancora in gran parte da scoprire. Come è da scoprire, si intende, l’intero corpus del suo lavoro, che rappresenta un mondo in frammenti e in frantumi, dove la geometria irregolare si trasforma in un atto di accusa contro la ragione, i suoi dogmi, le sue certezze. L’astrattismo di Crivelli non postula un mondo di armonie, ma esprime la disarmonia delle forme, la loro assurdità, la loro incompatibilità. E la stessa cosa accade nella sua scultura: quella magna pars della sua ultima ricerca, cioè, in cui i segni escono dalle carte e dalle tele per diventare tridimensionali; portando però nello spazio lo stesso senso di ilare e disperato disordine, la stessa smaliziata consapevolezza che, come diceva Nietzsche citando Platone, ‘tutto ciò che è umano non merita di essere preso troppo sul serio".

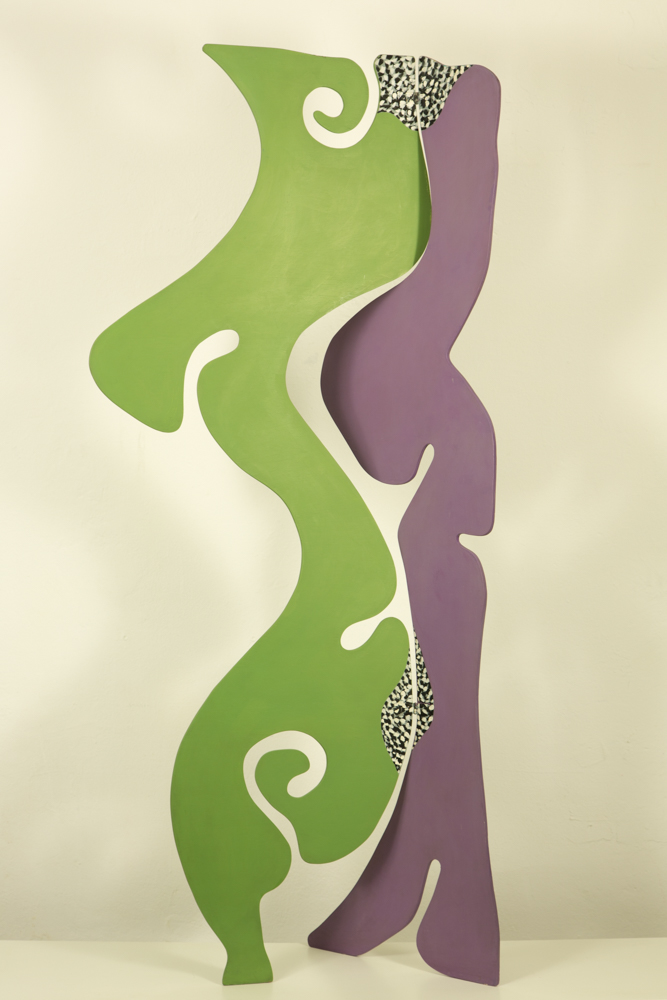
Rino Crivelli, Amici per la vita, smalto su legno,1999

Il critico Luciano Inga Pin già nel 1966 individuò alcuni riferimenti importanti nell’opera di Crivelli: “Partito dal segno di un Dubuffet, Rino Crivelli ha trovato via via la sua personalità inseguendo un suo particolare discorso, una sua dinamica osservazione intorno alle problematiche esistenziali. Muri, sequenze di strade, asfalto, il cammino dell’uomo incanalato entro i suoi limiti naturali. L’osservazione acuta di una materia che ci accompagna giorno per giorno, passo per passo, è colta nel suo iter, attraverso un segno suggestivo ma non per questo decorativo. Un segno che graffia l’abitudine, il suolo, l’immobilità, che scuote intorno a sé pulviscoli di vita, di luce, impercettibili attimi di tempo che si sollevano al nostro passare. E non è tutto: l’immagine di Crivelli riesce a inserirsi dentro di noi, di colpo, senza alcune partecipazioni intellettualistiche ma nel modo più naturale possibile, quasi un grafico delle nostre passeggiate intorno ai labirinti della vita".
Anche per Luciano Budigna “il problema, per Crivelli, il ‘moto a luogo’ del suo esercizio pittorico è ancora la shakespeariana (o, se si vuole, sartriana) question dell’essere e del nulla (dal quale l’essere ogni volta si ridetermina), problema puntualmente impostato e condotto avanti in originali trasposizioni di linguaggio visivo, in una dialettica di forme orienti e spazi indeterminati, con una eccezionale ricchezza di affinità e di acquisizioni culturali ed estetiche, ma anche con una grande parsimonia e nobiltà e pudore nel loro impiego. La naturale disposizione surrealista, l’intelligenza dell’autentico significato gestuale, l’anelito costruttivista e neoplastico da un avvio d’ancestrali memorie geologiche (Villon, Ernst, anche Tapies e Riopelle, se si vogliono fare dei riferimenti, soprattutto il primo Dubuffet) si risolvono nei fogli di Crivelli, senza residui, in un’unica costante espressione".
“Sino a poco tempo fa, attratto dalla qualità della resa pittorica ch’egli poteva ottenere dalle sue elaboratissime materie variamente distese sulla tela, Crivelli era approdato ad un’esperienza informale, ch’egli ha portato avanti con efficace coerenza.  […]   In effetti, nei suoi lavori di oggi appaiono delle foglie, che hanno la precisa struttura vegetale delle foglie di alberi, in quanto nascono direttamente da impronte di foglie naturali. Ma nei nuovi lavori di Crivelli non sono solo gli oggetti in primo piano (come le foglie) che emergono da un siffatto trattamento, anche i fondi dei dipinti, che paiono pezzi di tappezzeria, sono ottenuti per impronta. Nei dipinti di Crivelli, comunque, oltre le foglie, compaiono altre strutture che paiono sorta di tubi, degli steccati, ed anche varie strutture vegetali e tutte quante si saldano o si oppongono tra di esse”, aggiunge Giorgio Kaisserlian.

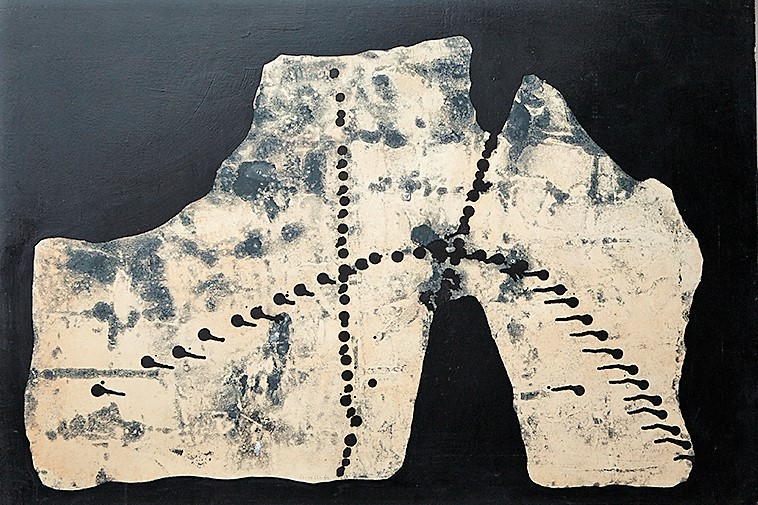
Rino Crivelli, Antifania, inchiostro su cartone, 1966

Nel 1969, sulla rivista NAC, Mirella Bandini sostiene che “L’immaginativa del pittore milanese Crivelli è di una lucidità razionale: nei suoi dipinti, a campiture piatte di colori tipografici, la strutturazione associativa di superfici geometriche si impagina e si equilibra rigorosamente con la ricorrenza di immagini vegetali e antropomorfe. La sua poetica, profondamente legata al contesto sociologico attuale, non è legata a una proposta di evasione, ma di contrapposizione o addirittura di evasione alla strumentalizzazione della civiltà tecnologico-consumistica. In una relazione tensionale di tagli di spazi, il recupero liberatorio della natura avviene attraverso l’evocazione emblematica a riporto di presenze vegetali, associativamente alla smitizzazione dell’oggetto divenuto simbolo. L’ordito evocativo e di memoria, freddamente e razionalmente controllato, si interseca e si contrappone agli elementi pressivi tecnologici – iterati mediante articolazioni di simbologie geometriche e ottiche spezzate – a riscatto ricostruttivo dell’appiattimento e impoverimento della condizione umana attuale.
Nel 1970, sempre su NAC, il direttore Francesco Vincitorio individua nei lavori di Crivelli: “L’incontro-scontro tra eventi geologici, quasi astrali, e la quotidianità, labile fino al gioco, riesce spesso a raggiungere un’aria rarefatta, una sospensione che è tipica di un discorso pienamente realizzato”.
Padre Alessio Saccardo, curatore della Galleria San Fedele di Milano, a proposito della poetica dell’artista, scrisse: “Crivelli crede nella forza poetica dell’immagine, ma diffida giustamente delle sue facili seduzioni. Per questo forse la circonda di ironia e di scetticismo. Egli sa che la facoltà dell’immaginazione, per quanto sia uno strumento insidioso e da usarsi con estrema cautela, è ancora capace di suscitare dubbi e inquietudini nell’uomo d’oggi e di orientarlo verso modi di vita e di espressione meno condizionati e più creativi".
E il critico Enio Concaroti aggiunse, a proposito dell’ultima ricerca visiva di Crivelli dedicata a esseri fantastici del “popolo di legno”: “Sicché i suoi personaggi, tutti di sorgività visionaria, si dispongono in una specie di colloquio, convegno, incontro e confronto in cui non ha senso cercare di dare senso e significato di razionalità figurativa a qualcosa che si diverte e dribblare, fare lo sgambetto, glissare e anche ridicolizzare l’impegno razionale. […] In questa progettualità “giocante” a svolgimento estrosamente astratto, comunque si avverte una ben precisa e determinata voglia di colta operazione intellettuale (Crivelli didascalizza i suoi legni colorati con brevi racconti di sapore favolistico) che propone intuizioni della magica figurazione del mito della leggenda, delle civiltà primitive".
Roberto Sanesi, scrittore, poeta e critico dell’arte, presentando la mostra di Crivelli al Centro culturale Rizzoli, scrisse: “È vero che per Crivelli si rovescia una situazione ovvia, per cui l’immagine verbale è quasi il prolungamento dell’immagine visiva (e alcune sue dichiarazioni del 1972 sul rapporto visione-esposizione verbale sono chiarissime, ma è anche vero il contrario) con la differenza che mai uno dei due opposti, come è inevitabile, ha la minima possibilità di vita autonoma”. E aggiunge: “Le apparenze, caso mai, sono di quieta e luminosa logica, di meditata costruzione, e l’insistente favolismo è spesso più nella tonalità, nell’atmosfera, che non ha quasi nulla degli intrichi onirici, o dei lucidi giochi di parole magrittiani".

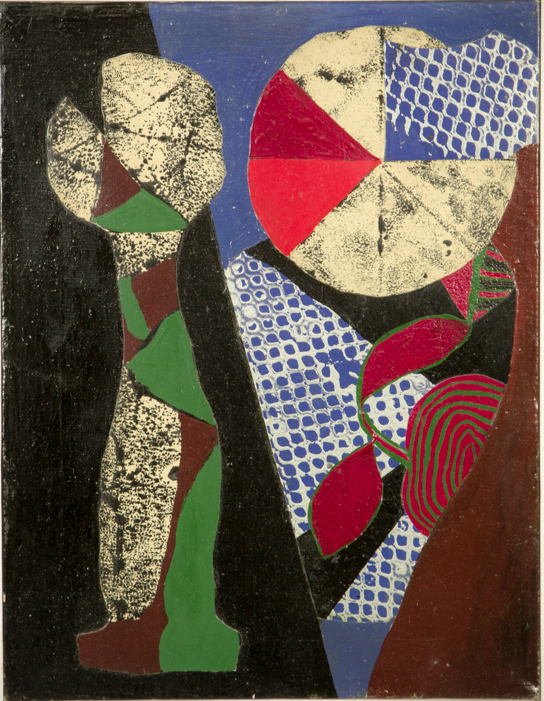
Rino Crivelli, Gli amanti di Radicofani, collage, 1968

L’apporto surreale e onirico nell’opera visiva e narrativa di Crivelli vengono individuati anche dal poeta Giancarlo Majorino e dall’artista José Barrias: “È una strana popolazione di esseri bifaccia, lievi e insieme solidamente verticali, ben costruiti e insieme sprigionanti raggiere visionarie, che abbiamo dinanzi. Il carattere, tuttavia, più decisivo delle variegate figure che ci fissano, e sembrano intrecciare un enigmatico colloquio muto pure tra di loro, mi sembra risiedere in una contraddizione fruttuosa, capace di costituirsi tanto in unicità, quanto in comunanza. È come se queste formidabili incarnazioni di legno, entro le quali il Crivelli affettuosamente si aggira interpellandole, e in qualche modo misteriosamente interpellato da esse, articolassero un orizzonte di metafore e metonimie, familiari e distanti al contempo". “Di Rino Crivelli si potrebbe dire che sia lui che la sua opera appartengono all’antica specie dei cantastorie. I suoi lavori, scritti, orali e visivi, sono delle finissime riflessioni narrative sulla distanza, e perciò intrisi di quelle forme ironiche e comiche, sub specie aeternitatis, che la storia riconosce come proprie. Lo stile dell’uomo e l’opera dell’artista sono in questo caso una sola cosa, che si afferma come un chiaro esempio di lucidità. Diciamo allora che dentro il discorso poetico e immaginario di Rino Crivelli, senso e nonsense convivono in piena evidenza, senza equivoci né malintesi".

## L'opera letteraria
Le opere di narrativa contenute nei tre titoli pubblicati dall’editore Scheiwiller: Speriamo almeno che Alice non dica okay (150 disegni e 15 storie, 1978); Cento Schede (100 raccontini e 100 illustrazioni, 1997); Storia del rapanello canterino (3 racconti e 20 tavole, 2003) sono caratterizzate da un tono surreale e surrealista, divertito e fiabesco, i romanzi Zazie nel metrò di Raymond Queneau e il Visconte dimezzato di Italo Calvino. La ricerca artistica tra narrazione e immagine lo accomuna a Toti Scialoja. Il pittore Carlo Nangeroni ha ricordato “la facilità con cui inventava storie che, unite alla serietà dell’artista che era, ne faceva un personaggio particolare della Milano degli anni ’60/’70".

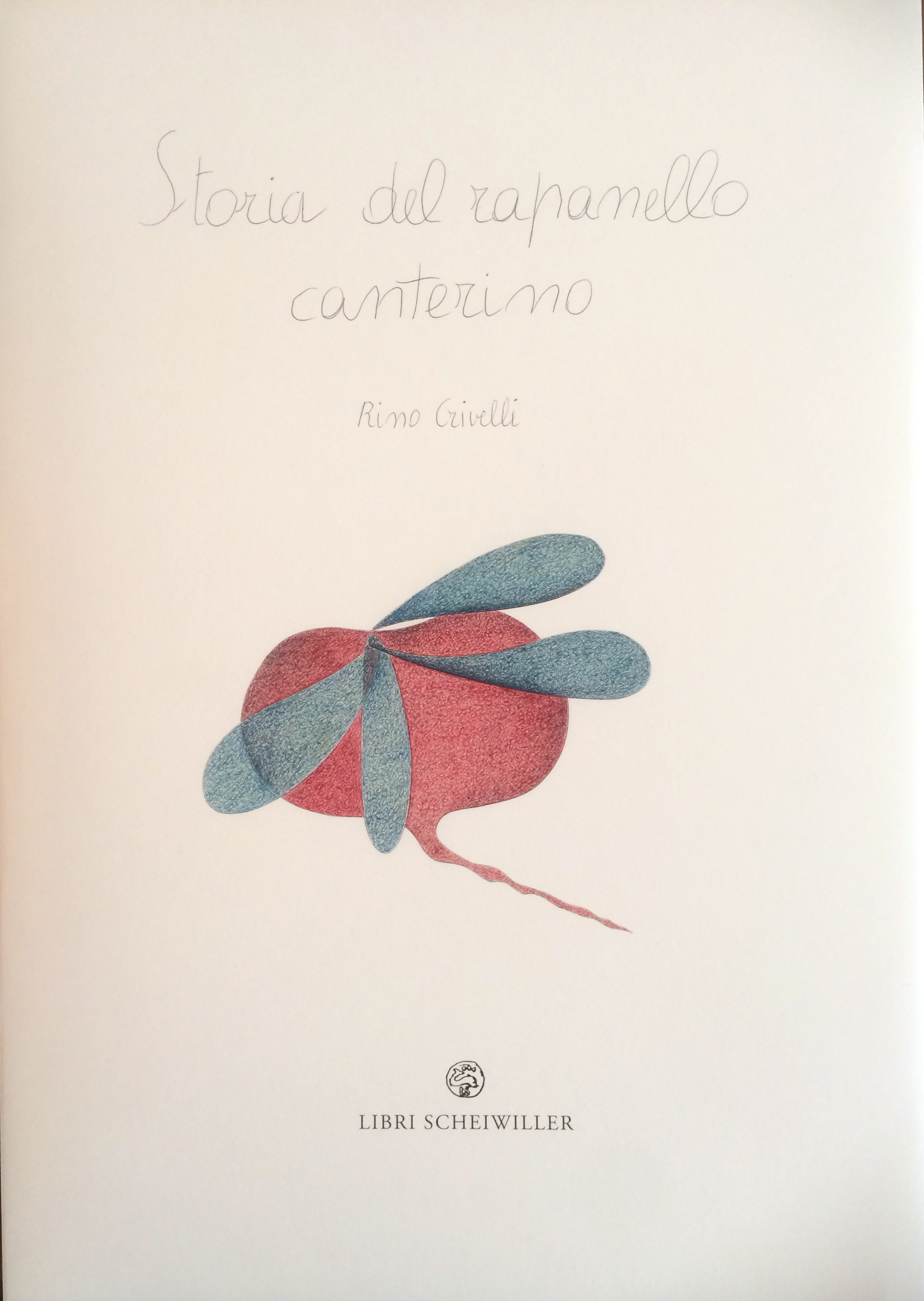
Rino Crivelli, copertina di "Storia del rapanello canterino"

E l’artista Paola Fonticoli: “Ogni giorno è lì, attento e divertito, a catturare i sussurri, i bisbigli petulanti, il fitto addensarsi di storie, segreti e paradossi che i suoi ‘personaggi’ vanno raccontando senza posa, siano essi appartenenti al ‘popolo di legno’, rappresentanti della folla degli ‘gnomi’ di rame (‘...un uccello, un serpente, un microscopico cespuglio con le ciabatte’) o estratti dal flusso ininterrotto dell’infinita serie dei disegni. […] Un suo Teorema (ironica memoria dei suoi inizi da ingegnere…) recita: ‘…un triangolo bianco sopra uno sbilenco rombo forato blu equivale a una grossa e sinuosa zeta in coppa a un quasi triangolo fornito di triangolare buco, ambedue blu".
Interessante è anche la descrizione di Crivelli lasciataci da Franco Bompieri, figura eccentrica della cultura milanese. Nel suo Antica Barbieria Colla, pubblicato da Feltrinelli, lo scrittore-barbiere scrive: “…conosco troppi pittori, di molti sono amico e questi mi sembrano tutti bravissimi, ma di Crivelli azzardo due parole: è l’unico che ancora racconta qualcosa, quando dipinge”. E a proposito della sua personalità indipendente e culturalmente autonoma, aggiunge: “Crivelli non è legato a nessun mercante, non frequenta salotti, non corteggia i critici: come i ciclisti di primo novecento, corre da solo, panini in tasca e tubolari a tracolla".
La passione per la scrittura e la riflessione sul fare artistico è testimoniata anche dai molti interventi critici che Crivelli ha dedicato alla ricerca di altri artisti, come Luigi Grosso, Bruno Lorenzon e molti altri.